# Shanavia Dowdell
Pour les articles homonymes, voir Dowdell.
Shanavia Dowdell, née le 10 septembre 1987 à Calera, Alabama, est une joueuse de basket-ball américaine évoluant au poste d’intérieure.

## Biographie
Après quatre années réussies à Louisiana Tech, qui évolue dans la Western Athletic Conference (WAC) en National Collegiate Athletic Association (NCAA), (deux fois All-WAC Player of Year) sous la direction de l'ex-championne olympique Teresa Weatherspoon, elle est choisie en 18e position par les Mystics de Washington lors de la draft 2010. Non conservée par la franchise, elle signe en Ligue féminine de basket (LFB), plus haut niveau de basket-ball féminin en France, pour sa première saison européenne.
Après cinq matches, Dowdell doit déclarer forfait pendant tout le mois de décembre sur blessure, amoindrissant un effectif toulousain déjà décimé. Elle reprend ensuite sa place, mais ne peut empêcher son club de finir la saison dernière du championnat. Elle dira de cette expérience en 2018 : « Honnêtement, ma saison à Toulouse ne s’est pas très bien passée. Je sortais tout juste de l’Université, c’était ma première année à l’étranger et je n’avais donc aucune idée de ce qui m’attendait. L’adaptation était très difficile, mes proches me manquaient beaucoup. Je pense que ça a eu une incidence sur mon jeu. Je n’ai pas été aussi performante que je l’aurais voulu à l’époque. »
Elle dispute la saison 2011-2012 en Australie au Townsville Fire où elle est nommée dans la WNBL All Star Five team après un bilan de 15,9 points et 9,3 rebonds. La saison suivante, elle quitte le club prématurément après cinq rencontres à 8 points et 5,4 rebonds.
Après plusieurs années en Australie (en 2018 avec Rockhampton Cyclones dans la Queensland Basketball League) et Belgique (quatre saisons à Waregem), elle retrouve la France pour la saison 2018-2019 en Ligue 2 avec AS Aulnoye-Aymeries. Après une bonne saison 2019-2020 (18,9 points et 11,9 rebonds), elle est confirmée par le club.
Alors qu'Aulnoye-Aymeries ne peut plus accéder à la LFB malgré ses 18,5 points à 55% de réussite aux tirs, 12,1 rebonds et 1,9 passe décisive pour 25,4 d'évaluation en 31 minutes, elle signe à Landerneau en mars 2021 pour suppléer l'indisponibilité de l'allemande Luisa Geiselsöder (15,1 d'évaluation en 26 minutes de moyenne).

## Clubs
- 2006-2010 :  Bulldogs de Louisiana Tech (NCAA)
- 2010-2011 :  Toulouse MB
- 2011-2013 :  Townsville Fire
- 2012-2013 :  Rockhampton Cyclones
- 2013-2018:  Declercq Storbeton Waregem
- 2016-2018 :  Rockhampton Cyclones
- 2018- :  AS Aulnoye-Aymeries
- 2019- :  Brisbane Capitals
- 2021- :  Landerneau BB
- 2021- :  USO Mondeville

## Palmarès
Club
- Second de la saison régulière de la WAC en 2007, 2009 et 2010
- Demi-finaliste du tournoi de la WAC 2008 et 2009
- Vainqueur du tournoi de la WAC 2010

Individuel
- WAC All-Tournament Team 2009 et 2010 (meilleur cinq du tournoi de la WAC)
- All-WAC 1st Team 2009 et 2010 (meilleur cinq de la WAC)
- WAC Player of the Year 2009 et 2010 (meilleure joueuse de la WAC)
- WAC All-Defensive Team 2010 (meilleure joueuse défensive de la WAC)
- WAC All-Freshman Team 2007 (meilleur cinq des débutantes)
- WAC All-Tournament MVP 2010 (meilleure joueuse du tournoi de la WAC)